# 第132師団 (日本軍)
第132師団（だいひゃくさんじゅうにしだん）は、大日本帝国陸軍の師団の一つ。

## 沿革
太平洋戦争末期、武漢地区の警備と治安維持を目的として1945年（昭和20年）2月1日軍令陸甲下令により、第131師団・第132師団・第133師団の3個師団の編成が発令された。これら3個師団は、武漢方面に在った部隊から兵力を抽出して設けられた師団である。
師団の編制は、4個独立歩兵大隊から成る歩兵旅団を2個持ち、砲兵を欠いた丙師団である。しかし、これら3個師団には、7月10日付けで師団砲兵隊が設けられた。
第132師団は、上海に転用された第39師団や、湘桂作戦のため南下した第68師団などの残留部隊を基幹に編成された。編成後、第6方面軍の指揮下に入り、第39師団の任務を引き継ぎ、宜昌、当陽方面の警備を担当し、その地で終戦を迎えた。

## 師団概要

### 歴代師団長
- 柳川悌 中将：1945年（昭和20年）3月19日 - 終戦[1]

### 参謀長
- 中森恒二 大佐：1945年（昭和20年）3月28日 - 終戦[2]

### 最終司令部構成
- 参謀長：中森恒二大佐
  - 参謀：高橋亮次郎中佐
- 高級副官：山中孝夫少佐
- 兵器部長：相野光繁少佐
- 経理部長：佐伯武光主計少佐
- 軍医部長：嘉納正武軍医少佐
- 獣医部長：日比重光獣医少佐

### 最終所属部隊
- 歩兵第97旅団（大阪）：梶浦銀次郎少将
  - 独立歩兵第599大隊：小坂田浩少佐
  - 独立歩兵第600大隊：岩崎守大尉
  - 独立歩兵第601大隊：川崎陸雄少佐
  - 独立歩兵第602大隊：原実大尉
- 歩兵第98旅団（大阪）：河村貞雄少将
  - 独立歩兵第603大隊：山内一大尉
  - 独立歩兵第604大隊：小浜勇少佐
  - 独立歩兵第605大隊：日高博大尉
  - 独立歩兵第606大隊：伊藤清少佐
- 第132師団砲兵隊
- 第132師団工兵隊：江口与四郎大尉
- 第132師団輜重隊：有富正一大尉
- 第132師団通信隊：伊豆貝元貞中尉
- 第132師団兵器勤務隊：前原孝宣大尉
- 第132師団野戦病院：本多次郎少佐
- 第132師団病馬廠：井上繁蔵大尉